# Kanton Saint-Jean-de-Maurienne
Kanton Saint-Jean-de-Maurienne (francouzsky Canton de Saint-Jean-de-Maurienne) je francouzský kanton v departementu Savojsko v regionu Rhône-Alpes. Tvoří ho 16 obcí.

## Obce kantonu
- Albiez-le-Jeune
- Albiez-Montrond
- Le Châtel
- Fontcouverte-la Toussuire
- Hermillon
- Jarrier
- Montricher-Albanne
- Montvernier
- Pontamafrey-Montpascal
- Saint-Jean-d'Arves
- Saint-Jean-de-Maurienne
- Saint-Julien-Mont-Denis
- Saint-Pancrace
- Saint-Sorlin-d'Arves
- Villarembert
- Villargondran